# Mezoregion Wielkich Jezior Mazurskich
Mezoregion Wielkich Jezior Mazurskich (II.3) – mezoregion przyrodniczo-leśny w Krainie Mazursko-Podlaskiej.
Mezoregion położony jest w północno-wschodniej Polsce w woj. warmińsko-mazurskim. Graniczy z mezoregionami: Niziny Sępopolskiej, Pojezierza Mrągowskiego, Puszcz Mazurskich, Pojezierza Ełckiego i Puszczy Boreckiej. Powierzchnia mezoregionu wynosi 2477 km². Na jego terenie położone są największe mazurskie jeziora: Śniardwy, Niegocin i Mamry.
Lasy i ekosystemy seminaturalne zajmują ok. 24% powierzchni regionu i tworzą nieduże kompleksy. W jednym z nich utworzono Mazurski Park Krajobrazowy. Lesistość wynosi 23%, co daje łączną powierzchnię 569 km². 89% powierzchni lasów zarządzanych jest przez Regionalną Dyrekcję Lasów Państwowych w Olsztynie (nadleśnictwa: Srokowo – część południowo-wschodnia, Mrągowo – część wschodnia i Strzałowo – część północna) oraz Regionalną Dyrekcję Lasów Państwowych w Białymstoku (nadleśnictwa: Borki – część południowa, Giżycko, Drygały – część północna, Pisz – część północna i Maskulińskie – część północna).
Tereny tworzące subregion są naturalnie pagórkowate, rzadziej równinne, bądź faliste. Krajobraz w większości został ukształtowany w trakcie ostatniej fazy zlodowacenia Wisły. Przeważają gliny zwałowe, piaski i żwiry lodowcowe zlodowacenia północnopolskiego. W wyniku cofania się lądolodu powstawały wzgórza morenowe o kierunkach północ–południe, czasem kemy. W obniżeniach terenu bryły topiące się bryły martwego lodu doprowadziły do powstania licznych jezior. Wokół nich występują większe powierzchnie żwirów sandrowych i piasków, które obecnie zarośnięte są lasami. W południowej części mezoregionu, w miejscach po wyschniętych jeziorach spotkać można holoceńskie piaski, żwiry, mady rzeczne, torfy i namuły.
Wśród porastającej mezoregion roślinności przeważają grądy, występują też bory mieszane. Krajobrazy te najczęściej występują na północy. Rzadziej występują bory sosnowe i bory mieszane w odmianie subborealnej.